# Walter Perazzo
Walter Osvaldo Perazzo Otero (Bogotà, 2 agosto 1962) è un allenatore di calcio ed ex calciatore argentino, di ruolo attaccante, tecnico del Güemes (SdE).

## Caratteristiche tecniche
Giocava come centravanti.

## Carriera
Ha giocato per nove anni nel San Lorenzo, con cui ha collezionato 240 presenze condite da 77 reti.

## Palmarès

### Giocatore

#### Competizioni nazionali
- Campionato argentino: 1

Estudiantes: 1982
- Campionato boliviano: 1

Bolívar: 1992

#### Competizioni internazionali
- Supercoppa Sudamericana: 1

Boca Juniors: 1989